# Lois Jones
Ne doit pas être confondu avec Lois Mailou Jones.
Lois M. Jones, née en 1935 et morte le 13 mars 2000, est une géochimiste américaine, spécialiste de l'Antarctique.

## Biographie
Lois M. Jones est géochimiste à l'université de l'Ohio, elle est amenée à diriger la première équipe scientifique exclusivement féminine qui atteint le pôle Sud en 1969. 
Lois M. Jones a contribué à la recherche géologique dans les vallées sèches de McMurdo, l'une des rares zones exemptes de glace de l'Antarctique.